# L'Honor-de-Cos
L'Honor-de-Cos è un comune francese di 1 618 abitanti situato nel dipartimento del Tarn e Garonna nella regione dell'Occitania; gli abitanti sono detti honorois.

## Società

### Evoluzione demografica
Abitanti censiti